# Филлери, Майк
Майкл Кристофер Филлери (англ. Michael Christopher Fillery; род. 19 сентября 1960 года, Митчам, Лондон, Англия) — футболист, полузащитник, игравший за такие клубы как «Челси», «Куинз Парк Рейнджерс», «Портсмут», «Олдем Атлетик» и др..
Филлери подписал профессиональный контракт с «Челси» в августе 1978 года и сыграл за них более половины матчей в своей карьере. Обладая своим неповторимым стилем, Майк был одним из ведущих игроков в составе «синих» в сложный для них период, чем заслужил звание игрока года в своем клубе.
После окончания карьеры, Филлери работал в различных футбольных передачах на британском телевидении в качестве приглашенного эксперта, а также на клубном канале «Chelsea TV»